# Хенриета Шарлота фон Насау-Идщайн
Хенриета Шарлота фон Насау-Идщайн (на немски: Henriette Charlotte von Nassau-Idtsein; * 9 ноември 1693, дворец Идщайн; † 8 април 1734, дворец Делич) от Дом Насау, е княгиня от Насау-Идщайн и чрез женитба херцогиня на Саксония-Мерзебург (1711 – 1731).

## Живот
Тя е третата дъщеря на княз Георг Август фон Насау-Идщайн (1665 – 1721) и съпругата му Хенриета Доротея фон Йотинген-Йотинген (* 14 ноември 1672, Йотинген, Бавария; † 23 май 1728, Висбаден), дъщеря на княз Албрехт Ернст I фон Йотинген-Йотинген и херцогиня Кристина Фридерика фон Вюртемберг.
Хенриета Шарлота се омъжва тайно на 4 ноември 1711 г. в Идщайн за херцог Мориц Вилхелм фон Саксония-Мерзебург (1688 – 1731), син на херцог Кристиан II фон Саксония-Мерзебург (1653 – 1694) и съпругата му Ердмут Доротея фон Саксония-Цайц (1661 – 1720). Бракът е бездетен.
Хенриета Шарлота има с нейния оберхофмаршал Фридрих Карл фон Пьолниц (1682 – 1760) една дъщеря – Фридерика Улрика (*/† 23 юни 1720, Мерзебург), принцеса на Саксония-Мерзебург.
Хенриета Шарлота умира на 8 април 1734 г. в Делич на 40 години и е погребана в градската църква „Св. Петер и Паул“ в Делич.